# 皮卡迪利圣雅各教堂

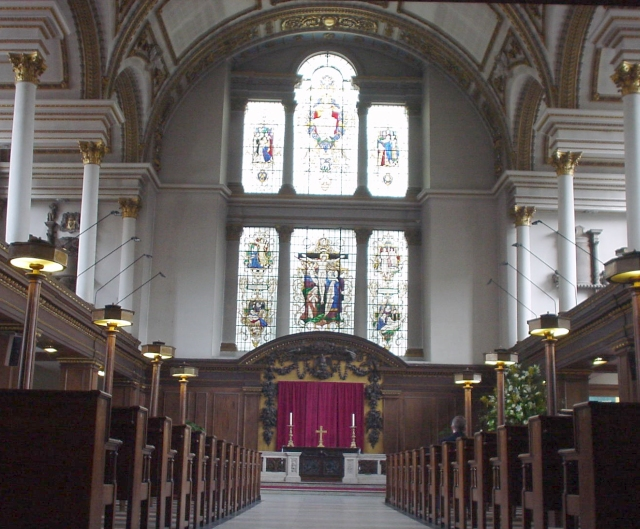
内部

皮卡迪利圣雅各教堂（St James's Church, Piccadilly）是一座圣公会教堂，位于英国伦敦中心的皮卡迪利街，由克里斯多佛·雷恩爵士设计。
这座教堂用红砖和波特兰石砌筑，内部三面为方形柱子支撑的拱廊，中殿为科林斯柱支撑。
1940年，第二次世界大战期间，这座教堂曾遭轰炸而严重受损。
这座教堂定期举办音乐会，其中包括热门的当代音乐家表演，例如R.E.M.和民间音乐家劳拉·马林（作为她的教堂之旅的一部分）。
像伦敦市中心的许多教堂一样，圣雅各教堂被商业大厦包围，当地人越来越少，在1960年代和70年代损失了不少信徒。1980年，唐纳德·里夫斯担任牧师，声称：“我不介意你做什么，只要保持开放”。在1980年代和1990年代的大部分时间，人数和活力都有所增加，成为一个自由主义教堂，并得到社区的积极支持。